# Symétrie globale
Une symétrie globale est une symétrie qui concerne tous les points de l'espace-temps étudié, ce qui l'oppose à la symétrie locale qui concerne seulement un sous-ensemble ouvert de points.
La plupart des théories physiques sont décrites par des lagrangiens qui sont invariants pour certaines transformations, lorsque la transformation effectuée à différents points de l'espace-temps est relié linéairement ; ils ont des symétries globales.
Dans la théorie quantique des champs, par exemple, une symétrie globale est n'importe quelle symétrie d'un modèle qui n'est pas une symétrie de jauge. Une symétrie de jauge est une symétrie locale qui nous permet seulement de prévoir l'évolution future d'un état donné de son état actuel par une transformation de jauge.